# 無窮元組合學
數學分支無窮元組合學（infinitary combinatorics），又稱組合集合論（combinatorial set theory），是將組合學的想法推廣到無窮集。研究對象有連續圖、集合論的樹、拉姆齊定理在無窮集的推廣、馬丁公理。在2010年，本分支的開展的研究還有：連續統上的組合學、奇異基數後繼上的組合學。

## 無窮集的拉姆齊理論
設{\displaystyle \kappa ,\ \lambda }為序數，{\displaystyle m}為基數，{\displaystyle n}為正整數。Erdős & Rado (1956)引入記號
{\displaystyle \kappa \rightarrow (\lambda )_{m}^{n}}
作為下列命題的速記：

若將{\displaystyle \kappa }所有{\displaystyle n}元子集的集合{\displaystyle [\kappa ]^{n}}，分劃為{\displaystyle m}份，則有一份包含序型為{\displaystyle \lambda }的同質集。

所謂同質集，意思是{\displaystyle \kappa }的子集，且其所有{\displaystyle n}元子集皆在同一個分塊中。也可以用染色的說法：

若有{\displaystyle m}種色，並將{\displaystyle \kappa }的每個{\displaystyle n}元子集，各染一種色，則必有序型為{\displaystyle \lambda }的同色集，即其所有{\displaystyle n}元子集皆同色。

當{\displaystyle m}為{\displaystyle 2}時，可省略不寫。
假設選擇公理（AC），則不存在序數{\displaystyle \kappa }使得{\displaystyle \kappa \rightarrow (\omega )^{\omega }}。此即上段取{\displaystyle n}有限的原因。雖然不允許{\displaystyle n}為無窮大，但仍可以同時考慮任意大的{\displaystyle n}。符號
{\displaystyle \kappa \rightarrow (\lambda )_{m}^{<\omega }}
表示命題「若將{\displaystyle \kappa }的所有有限子集染成{\displaystyle m}種色，則有序型為{\displaystyle \lambda }的子集{\displaystyle X}，使得其對每個{\displaystyle n}，{\displaystyle X}的所有{\displaystyle n}元子集皆同色。」（但不同的{\displaystyle n}之間，無需同色。）同樣，當{\displaystyle m}為{\displaystyle 2}時，可省略不寫。
還有變式：
{\displaystyle \kappa \rightarrow (\lambda ,\mu )^{n}}
表示「若將{\displaystyle \kappa }的所有{\displaystyle n}元子集染成紅、藍兩色，則或有序型為{\displaystyle \lambda }的子集，其所有{\displaystyle n}元子集皆為紅，或有序型為{\displaystyle \mu }的子集，其所有{\displaystyle n}元子集皆為藍。」

可以此記號表示的命題有：（下設{\displaystyle \kappa }為基數）
{\displaystyle \aleph _{0}\rightarrow (\aleph _{0})_{k}^{n}}對所有有限的{\displaystyle n,k}成立（拉姆齊定理）。
{\displaystyle \beth _{n}^{+}\rightarrow (\aleph _{1})_{\aleph _{0}}^{n+1}}（艾狄胥－雷多定理）。
{\displaystyle 2^{\kappa }\not \rightarrow (\kappa ^{+})^{2}}（謝爾賓斯基定理）
{\displaystyle 2^{\kappa }\not \rightarrow (3)_{\kappa }^{2}}
{\displaystyle \kappa \rightarrow (\kappa ,\aleph _{0})^{2}} (艾狄胥－杜什尼克－米勒定理）。
在無選擇（choiceless，即選擇公理不成立）的宇集中，上標為無窮的分劃性質有可能成立。有部分是決定公理（AD）的推論，例如，當勞·馬丁證明，AD推出  
{\displaystyle \aleph _{1}\rightarrow (\aleph _{1})_{2}^{\aleph _{1}}.}

## 大基數
一些大基數性質是用拉姆齊性質定義，如：
- 弱緊基數（英语：Weakly compact cardinal）{\displaystyle \kappa }滿足{\displaystyle \kappa \rightarrow (\kappa )^{2}}；
- α艾狄胥基數（英语：Erdős cardinal）{\displaystyle \kappa }是滿足{\displaystyle \kappa \rightarrow (\alpha )^{\omega }}的最小基數；
- 拉姆齊基數（英语：Ramsey cardinal）{\displaystyle \kappa }滿足{\displaystyle \kappa \rightarrow (\kappa )^{\omega }}。